# Félix Houphouët-Boigny
Félix Houphouët-Boigny ([feliks ufwɛ(t) bwaɲi]; Iamussucro, 18 de outubro de 1905 – 7 de dezembro de 1993), conhecido carinhosamente por Papa Houphouët (em francês: Papai Houphouët) ou Le Vieux (em francês: O Velho), foi o primeiro Presidente da Costa do Marfim, cargo onde permaneceu por mais de três décadas até à sua morte. Chefe tribal, trabalhou como assistente médico, sindicalista e agricultor antes de ser eleito para o Parlamento francês. Teve vários cargos ministeriais dentro governo francês antes de alcançar a liderança política da Costa de Marfim na sequência da independência do país em 1960. Ao longo da sua vida, teve um papel significativo na política e na descolonização da África.

## Presidência da Costa do Marfim
Sob a liderança política moderada de Houphouët-Boigny, a Costa do Marfim prosperou economicamente. Este sucesso, invulgar da região pobre da África Ocidental, tornou-se conhecido como o "milagre de marfim" e deveu-se a uma combinação de um bom planeamento, a manutenção de laços fortes com o Ocidente (em particular com a França), e o desenvolvimento das indústrias do café e cacau do país. Contudo, as explorações do sector agrícola causaram dificuldades em 1980, após uma acentuada quebra nos preços do café e do cacau.

### Política externa
Ao longo da sua presidência, Houphouët-Boigny manteve uma relação próxima com França, uma política conhecida como Françafrique, e desenvolveu uma amizade próxima com Jacques Foccart, o conselheiro-chefe sobre assuntos relacionas com África nos governos de de Gaulle e Pompidou. Deu apoio aos conspiradores que derrubaram Kwame Nkrumah do poder no Gana em 1966, fez parte no golpe fracassado contra Mathieu Kérékou no Benim em 1977, e tornou-se suspeito no golpe de 1987 que retirou Thomas Sankara do poder no Burquina Fasso. Houphouët-Boigny manteve uma forte política externa anticomunista, a qual teve como resultado, entre outros, o corte de relações diplomáticas com a União Soviética em 1969 (depois de terem sido estabelecidas em 1967) e a recusa em reconhecer a República Popular da China até 1983. Apoiou a UNITA, organização rebelde anti-comunista de Angola, também apoiada pelos Estados Unidos. Em 1986, re-estabeleceu as relações com a União Soviética, pouco antes da queda de sua confederação de países-membros socialistas.

### Morte e legado
No Ocidente, Houphouët-Boigny era conhecido como Sábio de África ou o Grande Velho de África. Houphouët-Boigny saiu da capital Abidjã para a sua terra-natal, Iamussucro, e construiu a maior igreja do mundo, a Basílica de Nossa Senhora da Paz de Iamussucro, com um custo de 300 milhões de dólares. Quando morreu, era o líder africano que mais tempo se manteve no mandato na história da África, e o terceiro líder no mundo, depois de Fidel Castro de Cuba e Kim Il-sung da Coreia do Norte. Em 1989, a UNESCO criou o Prémio pela Paz Félix Houphouët-Boigny pela alvaguarda, manutenção e procura da paz". Após a sua morte, as condições na Costa do Marfim depressa se deterioraram. Entre 1994 e 2002, ocorreram vários golpes de estado, desvalorização da moeda, recessão económica, e, desde 2002, uma guerra civil.